# Mali i Gjerë
Mali i Gjerë (albanés: [ˈmali i ˈɟ͡ʝɛɾə], «montaña ancha») es una montaña del suroeste de Albania. Los picos más altos de norte a sur son Mali i Pusit (1564 m), Mali i Frashërit (1789 m) y Mali i Nikollaqit (1598 m) La montaña se extiende desde el valle de Kardhiq hasta el puerto de Muzina.

## Nombre
Tanto el nombre albanés como el griego, Mali i Gjerë y Platovouni respectivamente, significan montaña ancha.

## Geografía
Mali i Gjerë se encuentra en la costa albanesa del mar Jónico.
En la ladera oriental de la montaña se encuentra el centro regional de Gjirokastra, mientras que en el otro lado está la ciudad de Delvina. El punto más alto alcanza los 1789 m (pico Frashër). Otros picos altos son: Kikshaj (1782 m), Nikollasi (1584 m) Bido (1543 m), Pilloi (1592 m), etc. Mali i Gjerë se extiende desde el valle de Kardhiq, al noroeste, hasta el paso de Muzina (540 m), al sur, con una longitud de unos 30 km. Este último conecta Delvina y la ciudad costera de Saranda con el valle del río Drino. Al sur de la montaña se encuentra el puerto de Muzina y, a continuación, otras montañas entre las que destaca el pico de Stugarë, en la frontera con Grecia.  Juntas forman una cadena montañosa de 45 km de longitud desde el valle del Kardhiq hasta la frontera grecoalbanesa.
La cadena montañosa de Mali i Gjerë se encuentra al oeste del valle de Dropull.

## Ríos y manantiales
Los manantiales de montaña alimentan el río Bistrica. Su afluente más importante procede del Syri i kaltër, un gran manantial kárstico que es un destino popular por lo pintoresco del entorno.
El macizo kárstico de Mali i Gjerë tiene una superficie de 440 kilómetros cuadrados y está situado en su mayor parte en Albania, mientras que 54 kilómetros cuadrados se encuentran en territorio griego.